# 'n crugu bradului
'n crugu bradului (rumunjski: „Kroz dubine visina jelki”) treći je studijski album rumunjskog black metal-sastava Negură Bunget. Album je 3. listopada 2002. godine objavila diskografska kuća Code666 Records.

## O albumu
'n crugu bradului je konceptualan album te svaka pjesma na njemu predstavlja jedno godišnje doba. 
Album je izvorno bio objavljen u digibook inačici koju su samostalno izradili članovi sastava te je ta verzija albuma bila ograničena na svega 3000 primjeraka. Album je kasnije bio reizdan u regularnoj CD inačici.

## Popis pjesama
| 1.    | »I«    | 12:11 |
| 2.    | »II«   | 13:21 |
| 3.    | »III«  | 15:12 |
| 4.    | »IIII« | 12:56 |
| 53:40 |        |       |

## Recenzije
Eduardo Rivadavia, glazbeni kritičar sa stranice AllMusic, dodijelio je albumu četiri od pet zvjezdica te je komentirao: „Rumunjska black metal grupa Negură Bunget izvodi autentični vampirski black metal! Razmećući se samo četirima skladbama koje simbolično prikazuju četiri godišnja doba i od kojih svaka traje više od 12 minuta, četvrti album sastava 'n crugu bradului uvjerljivo spaja atmosferične [i] ambijentalne glazbene prijelaze sa sveopćom agresivnošću black metala. Jednako je fascinantan strmoglavi uron skupine u rumunjsku kulturu, folklor i legende, što rezultira složenom vizijom transilvanijske spritualnosti koju nazivaju 'Zsalamolkxisa'. Ovaj ambiciozni uradak, koji je veličanstveno izložen u [...] četiri višeslojna stavka, ponudit će sate otkrivenja i proučavanja diskriminirajućem slušatelju ekstremnog metala. Drugim riječima, ovo nije album za amatere, već za vrlo posvećene obožavatelje metala [...]. Za te obožavatelje potpuna posvećenost Negure Bunget svakom djeliću svojeg uratka čini ovaj album još zanimljivijim za istraživanje.”

## Zasluge
| Negură Bunget - Hupogrammos – vokali, gitara, klavijature, tulnic - Sol Faur – gitara - Negru – bubnjevi, perkusija, ksilofon | Dodatni glazbenici - Ursu – bas-gitara Ostalo osoblje - encoilMARK – dizajn, fotografija - Cristi Solomon – produkcija, miksanje |